# Københavns Politis Rytteriafdeling
Københavns Politis Rytteriafdeling er det landsdækkende beredne politi i Danmark, organiseret i København. Det beredne politi tager rundt til særlige begivenheder i landet, og formålet er at fremme dialog og tryghed, og vise synlighed.
Københavns Politi havde igennem tiden som andre steder haft et beredent politikorps. Men i 1972 blev det beredne politi i København nedlagt, og den sidste politirytter var Eigil på hesten Mona.
I 1990 blev der oprettet en forening af ride-interesserede politifolk, "Politihestens Venner". Denne forening havde bl.a. som sit formål at få genoprettet en bereden afdeling under dansk politi.
I 1997 blev der af politidirektør Hanne Bech Hansen iværksat et forsøg, hvor man fra Rytteriafdelingen i Malmø lånte 2 trænede politiheste. Herefter blev 4 ridekyndige politifolk fra Politihestens Venner udstyret med disse heste, og der blev i sommerhalvåret gennemført forsøg med ridende politi i København.
I juni 1998 blev det som opfølgning på det vellykkede forsøg herefter besluttet at oprette "Københavns Politis Rytteriafdeling". Afdelingen fik som en start udlånt stalde på Christiansborg Ridebane i forlængelse af De Kongelige Stalde. Sideløbende hermed iværksatte Københavns Politi en ombygning af den eksisterende Politihundeafdeling på Artillerivej, og udbyggede denne med staldbygninger og faciliteter til at huse Rytteriafdelingen. I november 1998 stod staldene klar på Artillerivej, og Rytteriafdelingen flyttede til de nye faciliteter.
Afdelingen har fra sin oprettelse i 1998 og frem til januar 2005, hele tiden bestået af 8-10 medarbejdere og 10-12 heste. 

## Nedlæggelse 2012, og genoprettelse 2018
Den 1. december 2012 blev Københavns Politis Rytteriafdeling nedlagt i forbindelse med med en spareplan.